# Liste der Kreisstraßen im Landkreis Göppingen
Diese Liste enthält die Kreisstraßen im baden-württembergischen Landkreis Göppingen.

## Abkürzungen
- K: Kreisstraße
- L: Landesstraße

## Liste
Die Kreisstraßen behalten die ihnen zugewiesene Nummer nicht bei einem Wechsel in einen anderen Stadt- oder Landkreis. Nicht vorhandene bzw. nicht nachgewiesene Kreisstraßen sind kursiv gekennzeichnet, ebenso Straßen und Straßenabschnitte, die unabhängig vom Grund (Herabstufung zu einer Gemeindestraße oder Höherstufung) keine Kreisstraßen mehr sind.
Der Straßenverlauf wird in der Regel von Nord nach Süd und von West nach Ost angegeben.
| Nr.    | Verlauf |
| ------ | --- |
| K 1400 | K 1449 in Treffelhausen – Schnittlingen – K 1401 – Stötten – L 1221 in Geislingen an der Steige                                               |
| K 1401 | in Donzdorf – K 1400 in Schnittlingen |
| K 1402 | L 1159 in Winzingen – Reichenbach unter Rechberg –                                                                                            |
| K 1403 | K 1404 in Salach – Süßen |
| K 1404 | L 1075 – Offenbach – Krummwälden – Salach – L 1219 – K 1403 – L 1214 –                                                                        |
| K 1405 | in Wäschenbeuren – K 1406 – K 1450 in Maitis                                                                                                  |
| K 1406 | Schloss Wäscherburg – Wäscherhof – K 1405 |
| K 1407 | in Bartenbach – Lerchenberg – Hohrein – L 1075                                                                                                |
| K 1408 | (K 3273 im Ostalbkreis) – Kreisgrenze – Breech – Börtlingen – Zell –                                                                          |
| K 1409 | K 1410 in Rechberghausen – in Rechberghausen                                                                                                  |
| K 1410 | L 1225 in Holzhausen – Niederwälden – Wangen – K 1451 – K 1411 – Rechberghausen – K 1409 – Faurndau – K 1451 – K 1414 – L 1214 in Jebenhausen |
| K 1411 | Oberwälden – K 1410 in Wangen |
| K 1412 | (K 1209 im Landkreis Esslingen) – Kreisgrenze – K 1413 – Diegelsberg – L 1152                                                                 |
| K 1413 | K 1412 – Büchenbronn – L 1152 in Ebersbach an der Fils                                                                                        |
| K 1414 | in Albershausen – Sparwiesen – K 1415 – K 1410 in Faurndau                                                                                    |
| K 1415 | in Uhingen – Sparwiesen – K 1414 – K 1419 |
| K 1416 | L 1152/L 1192 in Ebersbach an der Fils – Sulpach – K 1419 – Bünzwangen – K 1417 – / in Uhingen                                                |
| K 1417 | K 1416 in Bünzwangen – in Albershausen |
| K 1419 | K 1416 – L 1152 – Schlierbach – K 1420 – Hattenhofen – K 1443 – K 1421 – K 1415 – Schopflenberg – Bezgenriet – L 1214 – L 1217 in Heiningen   |
| K 1420 | K 1419 – Kreisgrenze – (K 1203 im Landkreis Esslingen)                                                                                        |
| K 1421 | K 1419 in Hattenhofen – Zell unter Aichelberg – K 1445 – L 1214                                                                               |
| K 1422 | (K 1207 im Landkreis Esslingen) – Kreisgrenze – Roßwälden – K 1423 – L 1152                                                                   |
| K 1423 | K 1422 in Roßwälden – Kreisgrenze – (K 1205 im Landkreis Esslingen)                                                                           |
| K 1424 | L 1214 in Jebenhausen – L 1217 in Heiningen                                                                                                   |
| K 1425 | L 1217 in Heiningen – Eschenbach – Ursenwang – L 1218 in Manzen                                                                               |
| K 1426 | L 1217 in Heiningen – K 1425 in Eschenbach – Schlat – L 1218 – Süßen                                                                          |
| K 1427 | (K 1201 im Landkreis Esslingen) – Kreisgrenze – L 1214 – Aichelberg                                                                           |
| K 1429 | K 1446 in Bad Boll – L 1213 |
| K 1430 | (K 1247 im Landkreis Esslingen) – Kreisgrenze – L 1200                                                                                        |
| K 1431 | L 1236 – Hohenstadt – K 1433 – K 1435 – Kreisgrenze – (K 7324 im Alb-Donau-Kreis)                                                             |
| K 1433 | K 1431 in Hohenstadt – K 1434 – Kreisgrenze – (K 7325 im Alb-Donau-Kreis)                                                                     |
| K 1434 | K 1433 – Kreisgrenze – (K 7326 im Alb-Donau-Kreis)                                                                                            |
| K 1435 | K 1447 in Oberdrackenstein – K 1431 in Hohenstadt                                                                                             |
| K 1436 | in Bad Ditzenbach – Schonterhöhe – Aufhausen – K 1437 – L 1230 in Türkheim                                                                    |
| K 1437 | K 1436 in Aufhausen – Kreisgrenze – (K 7315 im Alb-Donau-Kreis)                                                                               |
| K 1438 | / in Gingen an der Fils – Grünenberg – Unterböhringen – K 1439 – in Hausen an der Fils                                                        |
| K 1439 | K 1438 in Unterböhringen – Oberböhringen – / in Altenstadt                                                                                    |
| K 1440 | L 1230 in Türkheim – Wittingen – Kreisgrenze – (K 7314 im Alb-Donau-Kreis)                                                                    |
| K 1441 | L 1221 in Geislingen an der Steige – Weiler ob Helfenstein – Kreisgrenze – (K 7313 im Alb-Donau-Kreis)                                        |
| K 1443 | in Albershausen – K 1419 in Hattenhofen |
| K 1444 | K 1450 in Maitis – L 1075 in Lenglingen |
| K 1445 | (K 1265 im Landkreis Esslingen) – Kreisgrenze – K 1421 – Zell unter Aichelberg – L 1214                                                       |
| K 1446 | L 1214 – Bad Boll – K 1429 – Dürnau – L 1217 in Gammelshausen                                                                                 |
| K 1447 | in Gosbach – Unterdrackenstein – Oberdrackenstein – K 1435 – Kreisgrenze – (K 7407 im Alb-Donau-Kreis)                                        |
| K 1448 | L 1217 – Auendorf – in Bad Ditzenbach |
| K 1449 | – Treffelhausen – K 1400 – L 1221 |
| K 1450 | (K 3329 im Ostalbkreis) – Kreisgrenze – Maitis – K 1405 – K 1444 – L 1075                                                                     |
| K 1451 | L 1225 – Wangen – K 1410 – direkte Strecke – K 1410 in Faurndau                                                                               |